# 牧口真幸
牧口 真幸（まきぐち まゆき、1984年12月9日 - ）は、日本の女性声優。81プロデュース所属。愛知県出身。

## 略歴
子供の頃に『魔神英雄伝ワタル』に魅了され、小学校での学芸会と高校時代に演劇部の活動を通して演技の楽しさに目覚め、声優を志す。
2005年、名古屋スクールオブミュージック&ダンス専門学校在籍中に『グローランサーIV』の子供役で声優デビュー。
名古屋スクールオブミュージック&ダンス専門学校卒業後、2007年7月17日付で81プロデュースに所属。
2009年、『ささめきこと』の蒼井あずさ役で注目を得る。

## 人物
特技は空手、バレエ。空手は黒帯までいったものの、弱かったという。
3歳年下の弟がいる。
2013年10月13日にニコファーレで開催されたイベント『歌に！トークに！ポケモンバトル！ポケモンアニメXY第1話超試写会&生LIVE祭り@ニコファーレ』では、自身が演じるセレナに近い服装や帽子で出席した他、憧れの女の子像である彼女に近づけるようにお菓子作りに挑戦したものの、結果は惨憺たるものになってしまったエピソードを明かした。他にもおしゃれが好きな彼女の気持ちに近づくためにウィンドーショッピングで彼女のトレードマークである帽子は10個以上購入したり、彼女のような細い足を目指すためにウォーキングダイエットに励んでいるなど、彼女に近づけるように日々努力している。
子供の頃はジャージ姿で走り回り、遊びもアニメも男の子向けのものが好きだったので、女の子らしい彼女は最初はどうやっていいか迷っていたが、先輩のある共演者から「あなたはセレナに選ばれたんだよ」とアドバイスを受けたことで心がふっと軽くなったという。2014年のインタビューでは「私がセレナになろうとするよりも、役に選ばれたんだから自分をさらけ出そう。そう思うと、楽しく演じられるようになってきたので、今はセレナと一緒に成長できればと思ってます」と語っている。
『ポケットモンスター XY』のオーディションではシトロン、ユリーカ役も受けており、第1志望はユリーカだった。
『ポケットモンスター』に関しては、友達とカラオケで「ポケモン言えるかな?」を熱唱していた。『ポケットモンスター 赤』をプレイし、最初に貰えるポケモンはヒトカゲを選び、ほのおタイプで熱そうという理由で「アッチー」と命名したという。アニメも第1話から視聴しており、ポケモンを見てから習い事である空手とバレエに行くという習慣だった。好きなポケモンとしてヒトカゲやリザードン、ゼニガメを挙げている。
2013年に発売された『ポケットモンスター X・Y』でもセレナと同じフォッコに加え、ヒトカゲをパートナーにしてプレイし、それぞれ「フォコ」、「アッチー」と命名している。

## 出演
太字はメインキャラクター。

### テレビアニメ
2006年
- ぜんまいざむらい（お種ちゃん、町人）
- DEATH NOTE（女子1）

2007年
- Over Drive（観客）
- それいけ!アンパンマン（2007年 - 2009年、ノートどり・ノットちゃん〈4代目〉、クマ太〈16代目〉、クロワッサン姫〈5代目〉）
- バンブーブレード（2007年 - 2008年、女子高生、井口）
- 流星のロックマン（MC）

2008年
- ARIA The ORIGINATION（下級生B）
- 銀魂（マグ子）
- ゴルゴ13（マリオの娘、悪がき、秘書官、貴婦人）
- スケアクロウマン（男の子）
- 西洋骨董洋菓子店〜アンティーク〜（客C）
- 全力ウサギ（子ウサギ、バスガイド、OL、客、ママウサギ、ソウチョウチルドレン 他）
- ソウルイーター（ミズネ、リサ、ガヤ、生徒A、女子A）
- xxxHOLiC◆継（女生徒A、女子高生B）
- 味楽る!ミミカ（押牛あがり〈2代目〉）
- MAJOR 4th season（寿也のファン）
- ロザリオとバンパイア（女子生徒）

2009年
- 君に届け（2009年 - 2011年、平野依里子、アイ、メグミ、店員） - 2シリーズ
- 源氏物語千年紀 Genji（女房C、葵の女房B、女C）
- ささめきこと（蒼井あずさ）
- 真マジンガー 衝撃!Z編 on television（ロール）
- 絶対可憐チルドレン（生徒）
- デュエル・マスターズ クロス（2009年 - 2010年、スカイ、子どもB、少女A、アナウンス、子どもA、こどもB、少女、チャイ、バグのすけ） - 2シリーズ
- PandoraHearts（女生徒A）
- メタルファイト ベイブレード（2009年 - 2012年、男の子2、観客A、子供B、水沢ユウキ） - 3シリーズ

2010年
- 会長はメイド様!（男の子A）
- 神のみぞ知るセカイ（2010年 - 2011年、石切いづみ、女子生徒、メル子、エルフ、キッキ、2Dキャラ 他） - 2シリーズ
- けいおん!!（生徒会会計）
- ケシカスくん（ミナコ、森のホチキス）
- 戦う司書 The Book of Bantorra（ラティ）
- テガミバチ REVERSE（入院少女）
- NARUTO -ナルト- 疾風伝（2010年 - 2016年、タニシ、マイト・ガイ〈幼少・少年期〉）
- バクマン。（2010年 - 2011年、女性アナウンサー、幼少の最高）
- FORTUNE ARTERIAL 赤い約束（女子、女子生徒）

2011年
- Aチャンネル（子供）
- カードファイト!! ヴァンガード（2011年 - 2014年、マロン、ういんがる、バトルシスターしょこら、臼井ユリ / クイーンY、世界樹の巫女 エレイン、ういんがる・ぶれいぶ 他） - 5シリーズ
- SKET DANCE（雪乃）
- ダンタリアンの書架（男子D）
- へうげもの（側室、女房）
- ポケットモンスター ダイヤモンド&パール 特別編（ヤオキ）

2012年
- フリッジ
- ズーブルズ!（エム、チム、ハリー、ウイニー、アイロ、アール）
- 緋色の欠片 第二章（犬戒慎司〈幼少期〉）

2013年
- ポケットモンスター XY（2013年 - 2016年、セレナ） - 2シリーズ
- みにヴぁん（バトルシスター しょこら、ふろうがる、機械の声）
- 迷宮家族（姉、河童、妖精）

2015年
- Go!プリンセスプリキュア（明星かりん）
- バトルスピリッツ 烈火魂（拓馬、観客A）
- 夜ノヤッターマン（村人）

2016年
- 12歳。〜ちっちゃなムネのトキメキ〜（小倉まりん） - 2シリーズ
- バトルスピリッツ ダブルドライブ（メイのお母さん）
- 名探偵コナン（2016年 - 2025年、中嶋亜里紗、大泉七瀬、山里梨香）

2017年
- 縁結びの妖狐ちゃん
- 霊剣山 叡智への資格（侍女）
- THE REFLECTION（女性カウンセラー）

2018年
- パズドラ（2018年 - 2020年、奥村みずき）

2020年
- 空挺ドラゴンズ（ウェイトレス）

2022年
- ポケットモンスター（セレナ）

### 劇場アニメ
- 劇場版ポケットモンスター ダイヤモンド&パール ギラティナと氷空の花束 シェイミ（2008年、タカ）
- それいけ!アンパンマン だだんだんとふたごの星（2009年、クロワッサン姫）
- 劇場版 NARUTO -ナルト- 疾風伝 ザ・ロストタワー（2010年、幼少のガイ）
- それいけ!アンパンマン ブラックノーズと魔法の歌（2010年、ケーキちゃん）
- 鬼神伝（2011年、小学生）
- それいけ!アンパンマン うたって てあそび! アンパンマンともりのたから（2011年、森の動物）
- トワノクオン（2011年）
- ポケモン・ザ・ムービーXY（2014年 - 2016年、セレナ） - 3作品 + 短編1作品[一覧 8]
- ポケットモンスター XY 宇宙の破片（2014年、セレナ）
- かっちけねぇ!（2016年、美和[18]）

### OVA
- グローランサーIV（2005年、子供2）
- .hack//G.U. TRILOGY（2008年）
- やなせたかしメルヘン劇場 アリスのさくらんぼ（2008年、動物たち）
- 怪物王女（2010年、女生徒）
- チャレンジ 夏休みがもーっとが楽しくなるアニメDVD（2010年、ナナミ）
- 迷elleオトコノ娘（2010年、御琴紫音）
- ああっ女神さまっ いつも二人で（2011年、人形劇の女神）
- 12歳。（2014年 - 2016年、小倉まりん） - 『ちゃお』2014年5月号付録、コミックス第6・7・9巻限定版

### Webアニメ
- うごくえほん（2014年）[19]

### ゲーム
2005年
- グローランサーIV Return（子供）
- シャドウハーツ・フロム・ザ・ニューワールド（ロロマ）
- ファンタスティックフォーチュン2☆☆☆（街娘A）

2006年
- グローランサーV Genelations（ファニル）

2007年
- エルヴァンディアストーリー（フロロ）
- グローランサーVI Precarious World（ファニル）

2008年
- infinity（ユーリ）
- 幻想水滸伝ティアクライス（スフィール、メイベル、ユラ）
- ソウルイーター メデューサの陰謀（ミズネ）
- 萌え○●（ブランカ）

2009年
- ソウルイーター バトルレゾナンス（ミズネ）
- ミマナ イアルクロニクル
- メタルファイト ベイブレード ガチンコスタジアム（猫山リナ）

2011年
- SANGOKU CHAOS 〜三国カオス〜（神童軍聖 陸遜）

2012年
- 魔法少女まどか☆マギカ ポータブル（看護師）

2013年
- カードファイト!! ヴァンガード（2013年 - 2014年、月城ルナ、臼井ユリ） - 2作品
- ダンジョントラベラーズ2 王立図書館とマモノの封印（フィオラ・マーシュ）

2014年
- 12歳。（2014年 - 2017年、小倉まりん） - 3作品

2015年
- 大正×対称アリス
- ポケモントレッタ（セレナ）

2017年
- ダンジョントラベラーズ2-2 闇堕ちの乙女とはじまりの書（フィオラ・マーシュ）
- リトルウィッチアカデミア 時の魔法と七不思議（テレサ）

2022年
- ポケモンマスターズEX（ナナセ〈かんこうきゃく〉）

### ドラマCD
2006年
- グローランサーV（ファニル）

2007年
- グローランサーVI（ファニル）

2008年
- 81オリジナルドラマCD「枯れ井戸スコープ」
- 少年進化論2（病院アナウンス）
- 緋色の欠片 弐（幼少時の犬戒慎司）
- ポーの一族 第6巻（生徒4）

2009年
- ソウルイータースペシャルドラマCD Vol.2 マカ&ソウル編「この胸いっぱいのLOVEを」（女の子A） - 『月刊少年ガンガン』2009年2月号付録
- ささめきこと オリジナルドラマCD 純夏の一番長い日（蒼井あずさ）
- 超モテ期 〜わたし、どうしたらいい？〜 兄弟編 / 合コン編 / ホスト編（斉藤恭子）
- バス走る。（彼女、ユカの母、雛焚の親友）

2010年
- 81オリジナルドラマCD「Prologue End〜どんなに離れたって傍にいるから〜」（女子生徒）
- 恋するレッスン 国城あゆむのハッピーレッスン / 日比野芳美のナチュラルレッスン
- ラブ★トリップ 〜これってハネムーン？〜 沖縄編 / 金沢編 / 京都編 / 北海道編

2011年
- Birth 特典CD「中川かのん『かのんのおと』DJスペシャル」

2013年
- お護り男子！神ダーりん 〜いにしえの約束〜（本多栞）

### BLCD
2008年
- 猛き龍に抱かれて（内野）

2009年
- 豪華客船で恋は始まる6（町娘）
- 近くて遠い（女子生徒）

2010年
- ターニングポイント（水森、女性、司会者）
- 種を蒔く人 南&北神シリーズ（受付）
- トラ兄さんとワンコさん（トラ娘）

2011年
- 愛想尽かし（女性客）
- おきざりの天使（鮫島、生徒A、生徒J）
- 全ての恋は病から（中村沙織）
- 地下鉄の犬（吉岡）
- ティアドロップ（剛毅〈子供時代〉）
- できちゃった男子（れいか）
- 無慈悲なオトコ（ゼミ生）

2013年
- 静かにことばは揺れている（綾川寛）

2014年
- できちゃった男子 ハングリー編（飛翠の母）

2016年
- もういちど、なんどでも。（藤井かずよ）

### ラジオドラマ
- オリオン（2015年）[31]
- ちいさなちいさな王様（2017年）[32]

### 吹き替え

#### 映画
- ブラック・バタフライ（2017年、ローラ）

#### テレビドラマ
- リ・ジェネシス4 バイオ犯罪捜査班（2008年）

#### アニメ
- 最強武将伝 三国演義（2010年、夏侯蓮の妹）
- ロボカーポリー（2013年、ヘリー[33]）

### ナレーション
- 心すっきり体操（2018年、NHKラジオ第1放送）[34]
- Journeys in Japan（2018年 - 2020年、NHK BS1）[35][36]

### ボイスオーバー
- 世界ふれあい街歩き

### デジタルコミック
- バガタウェイ（2011年、四極燈子[37]）
- O/A（2011年、滝[38]）

### オーディオブック
- 世界最強の後衛 〜迷宮国の新人探索者〜（2020年、ナレーター）

### ラジオ
- 東海ラジオでポップカルチャーな番組を放送してみた！ 略して「放送してみた！」（2013年 - 2014年、東海ラジオ）[39]

### パチスロ
- ハーレムエース2（2011年、サクラ[40]、イチゴ[40]）

### その他コンテンツ
- ORBIS×よしもと スペシャルムービー「星がわらってる」（2011年、声の出演）

## ディスコグラフィ

### キャラクターソング
| 発売日         | 商品名                                                                    | 歌 | 楽曲                           | 備考                                                      |
| -------------- | ------------------------------------------------------------------------- | --- | ------------------------------ | --------------------------------------------------------- |
| 2006年9月20日  | グローランサーV オリジナル・キャラクターソング・アルバム                  | ファニル（牧口真幸） | 「シアワセになる公式」         | ゲーム『グローランサーV Generations』関連曲               |
| 2009年12月23日 | ささめきこと オリジナルドラマCD 純夏の一番長い日                          | 蓮賀朋絵（原田ひとみ）、当麻みやこ（斎藤千和）、早澄野江（前田愛）、蒼井あずさ（牧口真幸）、関寺晶（早水リサ）、村雨天海（大川透） | 「人生はパーティー〈完全版〉」 | テレビアニメ『ささめきこと』関連曲                        |
| 2011年1月11日  | ハーレムエース2 Big Bonus Music                                           | サクラ（牧口真幸） | 「リトルウイング」             | パチスロ『ハーレムエース2』ボーナス中楽曲                 |
| 2016年10月26日 | アニメ「ポケットモンスター XY & Z」キャラソンプロジェクト集vol.2 -総集編- | セレナ（牧口真幸） | 「ドリドリ」                   | テレビアニメ『ポケットモンスター XY&Z』エンディングテーマ |

### シリーズ一覧
1. ↑  第1期（2009年 - 2010年）、第2期『2ND SEASON』（2011年）
2. ↑  『クロス』（2009年）、『クロスショック』（2010年）
3. ↑  第1シーズン（2009年）、第2シーズン『爆』（2010年）、第3シーズン『4D』（2011年 - 2012年）
4. ↑  第1期（2010年）、第2期『II』（2011年）
5. ↑  【2011年版『カードファイト!! ヴァンガード』シリーズ】
第1期（2011年 - 2012年）、第2期『アジアサーキット編』（2012年）、第3期『リンクジョーカー編』（2013年 - 2014年）、第4期『レギオンメイト編』（2014年）
【『カードファイト!! ヴァンガードG』シリーズ】
第1期（2015年）
6. ↑  『XY』（2013年 - 2015年）、『XY&Z』[15]（2015年 - 2016年）
7. ↑  ファーストシーズン（2016年）、セカンドシーズン（2016年）
8. ↑  『破壊の繭とディアンシー』（2014年）、『光輪の超魔神 フーパ』（2015年）、短編『ピカチュウ、これなんのカギ?』（2015年）、『ボルケニオンと機巧のマギアナ』（2016年）
9. ↑  『ライド トゥ ビクトリー!!』（2013年）、『ロック オン ビクトリー!!』[22]（2014年）
10. ↑  『〜ほんとのキモチ〜』（2014年）、『〜恋するDiary〜』[25]（2016年）、『〜とろけるパズル♥ふたりのハーモニー〜』[26]（2017年）